# 泰江和明
泰江 和明（やすえ かずあき、1994年12月19日 - ）は、日本の俳優。大阪府出身。所属する事務所の社名が2023年8月1日よりアイリンクから Xriseに変更された。身長175cm。

## 来歴
高校在学中はダンスの全国大会で日本一に輝き、大学在学中はサークルでアクロバットに打ち込む。将来は好きなことで社会貢献したいと考え、演劇の道を志す。所属する芸能事務所を見つけるため、まずはオーディション雑誌に50音順で最初に掲載されていたアイリンクに書類を送ったところ、一発で所属が決まった。
2018年1月から3月まで放映されたテレビドラマ『號哭のカタストロフ』へのレギュラー出演を経て、同年11月から京都SUSHI劇場で上演された『寿司は別腹 ALWAYS ROOM for SUSHI』で初舞台を踏む。
2019年8月に始動したパフォーマンス集団・KYOTO SAMURAI BOYSでは「チーム椿」の福澤侑、「チーム桔梗」の里中将道と並び、2022年の卒業公演に至るまで「チーム若葉」のリーダーを務めた。
2020年に第1作が初演されたミュージカル『新テニスの王子様』では相葉裕樹とのWキャストで入江奏多役を演じて注目を集め、原作者の許斐剛からは「まさに完璧な入江くん」と評される。
2022年4月4日、自身のファンクラブ「YASUE KAZUAKI OFFICIAL FANCLUB」を開設した。
2023年8月26日、1st写真集『あなた江』が発売された。
2023年11月に脚を負傷、2024年2月の舞台に出演したものの引き続き療養中だったが、同年6月の舞台から復帰を宣言。以降、アクションやダンスも披露し元気な姿を観客に見せている。

## 人物
- 趣味はアニメ、映画、韓流ドラマ、小説を読むこと、散歩[9]。
- 特技はダンス、アクロバット、ダブルダッチ、卓球[10]。
- 好物は関西出汁のうどん[11]

## 出演

### 舞台
- 「寿司は別腹 ALWAYS ROOM for SUSHI」（2018年11月19日 - 2019年2月22日、京都SUSHI劇場）
- ZERO BEAT.「MIX JAM」（2019年4月23日 - 28日、高田馬場ラビネスト）
- ZERO BEAT.「怪盗協奏曲」（2019年5月28日 - 6月2日、ザムザ阿佐谷）
- KYOTO SAMURAI BOYS - team若葉リーダー
  - 「KYOTO SAMURAI BOYS」（2019年8月10日[3][12] - 2020年5月31日[13]、KYOTO SAMURAI THEATER）
  - 東京ガールズコレクション2019 AUTUMN/WINTER（2019年9月7日、さいたまスーパーアリーナ）[14]
  - STAGE FES 2019-2020（2019年12月31日 - 2020年1月1日、大宮ソニックシティ）[15][16]
  - 「KYOTO SAMURAI BOYS 東京見参 〜天〜」（2022年3月25日 - 4月3日、Mixalive TOKYO Theater Mixa）[17][18][19][20]
- ミュージカル『新テニスの王子様』 - 入江奏多 役
  - The First Stage（2020年12月12日 - 24日、日本青年館 / 2020年12月29日 - 2021年1月10日、メルパルク大阪）（Wキャスト）[21][22]
  - The Second Stage（2022年1月28日 - 2月6日、KAAT神奈川芸術劇場 / 2月11日 - 20日、TOKYO DOME CITY HALL / 2月25日 - 27日、メルパルク大阪）（Wキャスト）[23][24]
  - Revolution Live 2022（2022年10月6日 - 10日、幕張メッセ 幕張イベントホール）[25]
  - The Third Stage（2023年10月6日　- 15日、TOKYO DOME CITY HALL / 10月20日 - 29日、メルパルク大阪 / 11月3日 - 12日、TACHIKAWA STAGE GARDEN）[26]
  - テニミュ秋の合同⼤運動会2023（2023年11月14日 - 15日、有明アリーナ）<リハーサル中の負傷により出演見送り> - [27]
  - The Fifth Stage（2025年10月3日 - 13日〈予定〉、Kanadevia Hall）[28]
- 円神プロデュース公演 vol.1「幕末バトルサークル」（2021年5月6日 - 9日、天王洲 銀河劇場 / 5月14日 - 16日、COOL JAPAN PARK OSAKA） <新型コロナウイルス感染症の感染拡大による緊急事態宣言の発令のため全公演中止、5月16日に無観客配信が行われた> - 天王寺広目 役[29]
- 「This is a お感情博士!」（2021年6月4日 - 13日、俳優座劇場） - 増沢 役[30]
- ミラクル☆ステージ『サンリオ男子』 - 柏木智博 役
  - 〜KAWAII Evolution〜（2021年7月15日 - 25日、品川プリンスホテル クラブeX / 7月30日 - 8月1日、京都劇場）[31]
  - 〜KIRAKIRA KANSAI PARADE #世界クロミ化計画〜（2023年3月24日 - 4月2日、AiiA 2.5 Theater Kobe / 4月14日 - 4月16日、品川プリンスホテル クラブeX）[32][33]
- 「Astrologhias!」〜mytos 1〜（2021年9月3日 - 5日、科学技術館 サイエンスホール） - アクエリアス 役[34]
- ライブ・スペクタクル「NARUTO-ナルト-」うずまきナルト物語（2021年12月4日 - 13日、日本青年館 / 2021年12月25日 - 2022年1月2日、メルパルク大阪） - 奈良シカマル 役[35][36]
- ミュージカル「FLOWER DRUM SONG」（2022年4月23日 - 27日、日本青年館 / 4月29日・30日、森ノ宮ピロティホール） - ハーバード 役[37]
- 舞台「呪術廻戦」 - 伏黒恵 役
  - 舞台「呪術廻戦」（2022年7月15日 - 31日、天王洲 銀河劇場 / 8月7日 - 14日、メルパルク大阪）[38][39][40][41]
  - 舞台「呪術廻戦」-京都姉妹校交流会・起首雷同-（2023年12月15日 - 31日、東京 / 2024年1月6日 - 14日、兵庫）<脚の負傷により出演見送り> - [42][43]
- ミュージカル「Shuffle!〜まぜこぜ図書館『若草三銃士物語』〜」（2022年11月11日 - 20日、天王洲 銀河劇場） - アトス 役[44]
- 「進撃の巨人」-the Musical- （2023年1月7日 - 9日、オリックス劇場 / 1月14日 - 24日、日本青年館） - マルコ・ボット 役[45][46]
  - ATTACK on TITAN: The Musical（2024年10月11日 - 13日、New York City Center）[47]
  - 「進撃の巨人」-the Musical-（2024年12月13日 - 22日、TOKYO DOME CITY HALL / 2025年1月11日 - 13日、オリックス劇場）[48]
- Stray Cityシリーズ - ミケ 役
  - 「Club キャッテリア」（2023年5月12日 - 21日、品川プリンスホテル ステラボール）[49][50][51]
  - 「Club ドーシャ」（2024年8月1日 - 12日、IMM THEATER / 8月15日 - 18日、サンケイホールブリーゼ）[52]
- 舞台「わたしの幸せな結婚」ー帝都陸軍オクツキ奇譚ー（2023年8月11日 - 20日、シアター1010） - 久堂清霞 役（主演）[53][54][55][56][57][58][59][60][61][62]
- One on One 35th note『side-by-side』（2024年2月8日 - 18日、赤坂RED/THEATER） - オオバヤシ 役[63][64][65] [66][67]
- 舞台「文豪とアルケミスト 旗手達ノ協奏」（2024年6月6日 - 16日、シアターH / 6月21日 - 23日、京都劇場） - 小林多喜二 役[68]
- ミュージカル「NO.6」（2024年11月8日 - 17日、天王洲 銀河劇場 / 11月22日 - 24日、梅田芸術劇場 シアター・ドラマシティ） - 楊眠 役[69]
- 「ワールドトリガー the Stage」B級ランク戦最終決戦編（2025年4月12日 - 20日、日本青年館 / 4月24日 - 27日、COOL JAPAN PARK OSAKA WWホール / 5月2日 - 11日、シアターH） - 犬飼澄晴 役[70]
- One on One 36th note「呼吸する島」（2025年6月19日 - 29日、赤坂RED/THEATER） - イベル / 魔物 役[71][72]
- 劇団おぼんろ 第26回本公演『ラルスコット・ギグの動物園』（2025年9月13日[注 1]、Mixalive TOKYO Theater Mixa） - 日替わりゲスト[73]
- ミュージカル『PandoraHearts』（2025年11月7日 - 16日〈予定〉、シアターH） - ギルバート＝ナイトレイ 役[74]

### イベント
- 『號哭のカタストロフ』先行上映会（2017年12月4日、なかのZERO小ホール）
- 『號哭のカタストロフ』ファイナル直前イベント（2018年3月21日、ユナイテッド・シネマ アクアシティお台場）
- 『off stage vol.48 特別版』オンライントーク（2021年10月18日）
- 『Astrologhias!〜mythos1〜』DVD発売記念イベント（2021年12月19日、SUBIR AKASAKA TOKYO）
- ミュージカル『新テニスの王子様 The Second Stage』Blu-ray&DVD 発売記念イベント（2022年9月4日、科学技術館 サイエンスホール）
- "YUUENCHI" Birthday Party（2022年10月18日）1部 Talk Show ゲスト
- YASUE KAZUAKI 28th Birthday Party（2022年12月10日、DDD青山クロスシアター）
- 里中将道 Birthday Event 2023（2023年4月22日、新宿文化センター・小ホール）1部ゲスト
- 泰江和明1st写真集お渡し会イベント（2023年8月26日、京都リサーチパーク / 8月27日、ベルサール西新宿）
- 小野健斗 Birthday Event2023（2023年9月2日、Glade Park）
- 「「まさゆうの今なにしとん？」」1st Anniversary Event（2023年9月17日、天空劇場）
- 泰江和明1st写真集メイキングDVD発売記念トークイベント（2023年9月23日、京都烏丸コンベンションホール / 2023年9月24日、新宿シアターモリエール）
- ACTORS☆LEAGUE in Dance 2025（2025年8月26日〈予定〉、国立代々木競技場 第一体育館）[75]

### 配信
- まさゆうの今なにしとん?（ONSTAGE）
  - 第1回（2020年5月3日） ※音声のみの出演
  - 第22回（2021年9月6日）[76]
  - 第27回（2021年3月1日）[77]
- キャストサイズニュース（ニコニコチャンネル）
  - 第131回（2021年4月21日）[78]
  - 第148回（2022年9月14日）[79]
- 高橋駿一「きみ、何ができるの?」（2021年8月4日、mahocast） ※コメント動画での出演
- アストロロギアス☆山口勝平の朗読劇ナビ 第6回（2021年8月13日、YouTube PLUS音ステージチャンネル）[80]
- ミュージカル『新テニスの王子様』The First Stage Blu-ray/DVD発売記念特別配信番組（2021年9月30日）[81] ※公開終了
- しゅうへいちゃんといっしょ! 第7夜（2021年10月23日、ニコニコチャンネル）[82][83] ※公開終了
- 相葉裕樹の夜ふかし。（2022年5月18日、ニコニコチャンネル）[84] ※公開終了、動画のみ視聴可
- Bハイ〜映えBOYZハイスクール〜 25 - 27限目（2022年5月25日 - 6月15日、テレ朝動画）[85] [86] [87] [88]
- 高橋怜也公式チャンネル「RYOYA CHANNEL」 第4回（2023年4月23日、ニコニコチャンネル）[89][90][91]
- ミラクル☆ステージ『サンリオ男子』放課後放送局〜生放送でもキラキラしたい〜 1時間復活スペシャル（2023年6月11日、ニコニコ生放送）[92]

### ラジオ
- 10時のおとなりさん（2022年11月25日、文化放送）
- ラジオDEしょー（2023年3月22日、ラジオ関西）

### 映画
- リンキング・ラブ（2017年、BS-TBS）
- HiGH&LOW THE MOVIE 2 / END OF SKY（2017年、松竹）
- キングダム（2019年、東宝 / ソニー・ピクチャーズ・エンタテインメント）
- 血まみれスケバンチェーンソーRED（2019年、VAP）

### テレビドラマ
- コード・ブルー -ドクターヘリ緊急救命- 3rd SEASON（2017年、フジテレビ）
- アキラとあきら（2017年、WOWOW）
- コードネームミラージュ（2017年、テレビ東京）
- 母になる（2017年、日本テレビ）
- 視覚探偵 日暮旅人（2017年、日本テレビ）
- 快盗戦隊ルパンレンジャーVS警察戦隊パトレンジャー #1（2018年2月11日、テレビ朝日）
- コンフィデンスマンJP（2018年、フジテレビ）
- 號哭のカタストロフ（2018年1月10日 - 3月21日、TOKYO MX） - 蛇崩雷蔵 役[93]
- Clubキャッテリア〜ラグとラガ〜（2024年4月3日・10日〈予定〉、日本テレビ）[94]

### バラエティ番組
- 行列のできる法律相談所 後悔を告白SP（日本テレビ）
- あにレコTV（2021年12月6日、テレビ東京）[95]
- よんタメ（2022年5月14日、毎日放送）[96]
- 全力坂（2022年10月20日[97]・11月3日[98]、テレビ朝日）
- ろくにんよれば町内会（2023年1月24日・31日、日本テレビ）[99][100][101][102]

### CM
- Y!mobile 「ヤング割」始業式篇（2017年）
- ブリヂストンサイクル 「出張!ブリヂストンの電動体験トラック」篇（2017年）
- 東京ガス 「エネファーム」同時ってすばらしい（スマホアプリ・リモコン操作）篇（2017年）
- JRA 「HOT HOLIDAYS!〜日本ダービー編〜」（2018年）
- MINTIA 「新・呼吸!」福士蒼汰さん篇（2021年）[103]

### モデル
- SONY 「ワイヤレスポータブルスピーカー SRS-XB40」

### メディア掲載
- awesome!Plus Vol.04（2019年、シンコーミュージック・エンタテイメント）
- キャストサイズ（三才ブックス）
  - 夏の特別号2019（2019年）[104]
  - 夏の特別号2021（2021年）[105][106]
- モデルプレス WEBインタビュー（ネットネイティブ）
  - キラースマイルで落ちる女子続出 注目のイケメン俳優・泰江和明とは（2019年9月25日）
  - 若葉リーダー・泰江和明が語る“無限の可能性” 爽やか笑顔×迫力アクロバットのギャップに注目（2019年10月5日）
  - 泰江和明、クールなスーツ姿＆笑顔でギャップ光る（2023年4月20日）
- 京都知新（毎日放送）[107]
- エンタステージ 逸材フラゲ（2021年4月10日、ナノ・アソシエーション）[108]
- ステージグランプリ vol.13（2021年、主婦の友インフォス）[109]
- off stage（ソニー・ミュージックエンタテインメント）
  - Vol.48 舞台の上の気になるあの人（2021年）[110]
  - Vol.60 ミュージカル「Shuffle!〜まぜこぜ図書館『若草三銃士物語』〜」（2022年）[111]
- カンフェティ INTERVIEW PLUS（2022年、ロングランプランニング）[112]
- Sparkle（2022年、メディアボーイ）[113]
- アニメディア 8月号 舞台『呪術廻戦』（2022年、イード）[114]
- JUNON 2022年10月号 推し活 vol.16（2022年、主婦と生活社）[115]
- CDジャーナル 2022秋号 ミュージカル『新テニスの王子様 REVOLUTION LIVE2022』（2022年、シーディージャーナル）[116]
- マイナビニュース ミュージカル『新テニスの王子様 REVOLUTION LIVE2022』インタビュー（2022年、マイナビ）[117][118]
- TV LIFE 21号 ミュージカル「Shuffle!〜まぜこぜ図書館『若草三銃士物語』〜」（2022年、ワン・パブリッシング）[119]
- スマートボーイズ ミュージカル「Shuffle!〜まぜこぜ図書館『若草三銃士物語』〜」SPインタビュー（2022年、幻冬舎コミックス）[120][121]
- ヤンマガWeb『推しメンFile』（2023年、講談社）[122][123]
- 原作とオリジナル要素の融合は「期待以上の見応えに」〜舞台「わたしの幸せな結婚」－帝都陸軍オクツキ奇譚－ 泰江和明×佐藤永典×岡本悠紀インタビュー（2023年、SPICE）[124]

## 作品

### 写真集
- 泰江和明 推しメンFile【全100P】ヤンマガデジタル写真集（2023年7月28日、講談社）[125]
- 泰江和明1st写真集『あなた江』（2023年8月26日、スクロール）[126]
- 泰江和明メイキングDVD（2023年9月23日、スクロール）